# Brad Silberling
Bradley Mitchell Silberling (Washington, 1963. szeptember 8. –) amerikai filmrendező, forgatókönyvíró, valamint televíziós és filmproducer.
Legismertebb rendezései közé tartozik a Casper (1995), Angyalok városa (1998), a Holdfényév (2002), a Lemony Snicket: A balszerencse áradása (2004) és Az elveszettek földje (2009).

## Fiatalkora
Washingtonban született, Joyce Anne (Tucker) és Robert Murray Silberling gyermekeként. Édesapja szintén a filmiparban dolgozott, egyebek mellett a Baywatch vezető társproducereként. Egy testvére van, Tracy. Édesapja zsidóként született, édesanyja csak felnőttként lett a vallás követője.
A Kaliforniai Egyetem Santa Barbara-i tagintézményében angol nyelvből szerzett BA képesítést. Ezután tanulmányait az egyetem Los Angeles-i kampuszán (UCLA) folytatta, ahol színház- és filmművészeti tagozaton kapott MA diplomát.

## Pályafutása
Az 1990-es években készült el első két nagyjátékfilmje, a Casper (1995) című fantasy vígjáték és a romantikus műfajú, de szintén fantasyelemeket tartalmazó Angyalok városa (1998). Silberling volt a Warner Bros. egyik lehetséges jelöltje a Harry Potter és a bölcsek köve (2001) megrendezésére, mielőtt Chris Columbust bízták volna meg a feladattal.
A 2002-es Holdfényév egy romantikus dráma volt, melyet a rendező egy korábbi személyes tragédiája inspirált: Silberling barátnőjének, Rebecca Schaeffer színésznőnek a meggyilkolása 1989-ben. 2004-ben jelent meg az azonos című könyvsorozat alapján készült Lemony Snicket: A balszerencse áradása című rendezése, Jim Carreyvel a főszerepben.
2006-ban következett a Szerepszemle című vígjáték-dráma. Érdekesség, hogy a főszereplő Morgan Freeman által alapított ClickStar cég lehetővé tette a film digitális letöltését, csupán pár nappal a film mozis premierje után. Így ez volt az egyik legelső, legálisan letölthető film. Az elveszettek földje (2009) egy komikus science-fiction kalandfilm volt Will Ferrell, Danny McBride és Anna Friel főszereplésével. A film hatalmasat bukott, mind a jegypénztáraknál, mind kritikai szempontból. A 30. Arany Málna-gálán hét kategóriában kapott jelöléseket, Silberlinget mint legrosszabb rendezőt jelölték a díjra. Legújabb rendezése az An Ordinary Man (2017) című dráma-thriller, melynek főszerepét Ben Kingsley kapta meg.
A filmezés mellett televíziós sorozatokban is közreműködött. Epizódok rendezőjeként, illetve vezető producerként dolgozott olyan műsorokban, mint a New York rendőrei, Az uralkodónő, a Szeplőtelen Jane és a 2018-ban indult Bűbájos boszorkák (mely az azonos című eredeti sorozat rebootja).

## Magánélete
Az 1980-as években Rebecca Schaeffer színésznővel élt párkapcsolatban, akit az UCLÁ-n ismert meg. A lányt 1989-ben gyilkolta meg egy őrült rajongója.
Silberling Amy Brenneman színésznő férje, két gyermekük született, Charlotte és Bodhi.

## Filmográfia

### Film
| Év   | Magyar cím                                    | Eredeti cím                                     | Feladatkör | Feladatkör | Feladatkör |
| Év   | Magyar cím                                    | Eredeti cím                                     | Rendező    | Producer   | Író        |
| ---- | --------------------------------------------- | ----------------------------------------------- | ---------- | ---------- | ---------- |
| 1995 | Casper                                        | Casper                                          | Igen       | Nem        | Nem        |
| 1998 | Angyalok városa                               | City of Angels                                  | Igen       | Nem        | Nem        |
| 2002 | Holdfényév                                    | Moonlight Mile                                  | Igen       | Igen       | Igen       |
| 2004 | Lemony Snicket: A balszerencse áradása (film) | Lemony Snicket's A Series of Unfortunate Events | Igen       | Nem        | Nem        |
| 2006 | Szerepszemle                                  | 10 Items or Less                                | Igen       | Igen       | Igen       |
| 2009 | Az elveszettek földje                         | Land of the Lost                                | Igen       | Vezető     | Nem        |
| 2017 |                                               | An Ordinary Man                                 | Igen       | Igen       | Igen       |

### Televízió
| Év        | Magyar cím        | Eredeti cím               | Feladatkör | Feladatkör  | Megjegyzések         |
| Év        | Magyar cím        | Eredeti cím               | Rendező    | Producer    | Megjegyzések         |
| --------- | ----------------- | ------------------------- | ---------- | ----------- | -------------------- |
| 1989      |                   | Alfred Hitchcock Presents | Igen       | Nem         | 1 epizód             |
| 1990–1991 |                   | Doogie Howser, M.D.       | Igen       | Nem         | 3 epizód             |
| 1990      |                   | Cop Rock                  | Igen       | Nem         | 1 epizód             |
| 1991–1992 |                   | Brooklyn Bridge           | Igen       | Nem         | 3 epizód             |
| 1992      |                   | Great Scott!              | Igen       | Részlegesen | supervising producer |
| 1992      |                   | Civil Wars                | Igen       | Nem         | 1 epizód             |
| 1992      |                   | L.A. Law                  | Igen       | Nem         | 1 epizód             |
| 1993–1996 | New York rendőrei | NYPD Blue                 | Igen       | Nem         | 3 epizód             |
| 1994      |                   | The Byrds of Paradise     | Igen       | Nem         | 1 epizód             |
| 1998      |                   | Felicity                  | Igen       | Nem         | 1 epizód             |
| 2001      | Amynek ítélve     | Judging Amy               | Igen       | Nem         | 1 epizód             |
| 2011      |                   | Hail Mary                 | Igen       | Vezető      | tévéfilm             |
| 2013–2017 | Az uralkodónő     | Reign                     | Igen       | Vezető      |                      |
| 2014–2019 | Szeplőtelen Jane  | Jane the Virgin           | Igen       | Vezető      |                      |
| 2015      |                   | Down Dog                  | Igen       | Vezető      | tévéfilm             |
| 2016      |                   | Heartbeat                 | Nem        | Vezető      |                      |
| 2016–2017 |                   | No Tomorrow               | Igen       | Vezető      |                      |
| 2017–2022 | Dinasztiák        | Dynasty                   | Igen       | Vezető      |                      |
| 2018–2022 | Bűbájos boszorkák | Charmed                   | Igen       | Vezető      |                      |
| 2020      | Dash és Lily      | Dash & Lily               | Igen       | Vezető      | 2 epizód             |
| 2023      |                   | So Help Me Todd           | Igen       | Nem         | 1 epizód             |
| 2024      |                   | Matlock                   | Igen       | Nem         | 1 epizód             |

## Fordítás
- Ez a szócikk részben vagy egészben  a   Brad Silberling című angol Wikipédia-szócikk ezen változatának fordításán alapul.  Az eredeti cikk szerkesztőit annak laptörténete sorolja fel. Ez a jelzés csupán a megfogalmazás eredetét és a szerzői jogokat jelzi, nem szolgál a cikkben szereplő információk forrásmegjelöléseként.